# Генри, Найджел
Нил Найджел Генри (англ. Neil Nigel Henry; родился 24 мая 1976 года, Карнейдж, Тринидад и Тобаго) — тринидадский футболист, защитник.

## Биография
В футбол серьезно начал заниматься в Говардском университете в США. После возвращения на родину Генри играл за клуб «Джо Паблик». Вскоре он вернулся на североамериканский континент. Там он выступал за ряд американских и канадских команд низших лиг. В 2006 году Генри предпринял попытку переехать в Европу. Это он сделал, чтобы попасть в состав сборной на Чемпионат мира. Защитник заключил контракт с шведским коллективом первого дивизиона «Кируна». Однако за него тринидадец так и не сыграл, из-за чего он лишился шансов поехать на мундиаль.
Последним клубом в карьере Генри был «Пуэрто-Рико Айлендерс». В нём он выступал вместе со своим соотечественником Кевоном Вильяроэлем.

## Сборная
В 2005 году Найджел Генри вызывался в состав сборной Тринидада и Тобаго. Был в числе кандидатов на поездку на ЧМ-2006, но в итоге он остался в резервном списке. Всего за национальную команду провел два матча. Позднее защитник не привлекался в её ряды.